# Tiril Udnes Weng
Tiril Udnes Weng (* 29. September 1996 in Lørenskog) ist eine norwegische Skilangläuferin.

## Werdegang
Weng, die für den Nes Ski startet, trat international erstmals beim Europäischen Olympischen Winter-Jugendfestival 2013 in Predeal in Erscheinung. Dort gewann sie die Bronzemedaille mit der Mixed-Staffel. Zudem belegte sie dort den 23. Platz über 5 km klassisch, den fünften Rang über 7,5 km Freistil und den vierten Platz im Sprint. Bei den Nordischen Junioren-Skiweltmeisterschaften 2014 im Fleimstal holte sie die Bronzemedaille mit der Staffel und im folgenden Jahr bei den Nordischen Junioren-Skiweltmeisterschaften in Almaty die Goldmedaille mit der Staffel. Im Skilanglauf-Weltcup debütierte sie im März 2015 in Drammen und belegte dabei beim Sprint im klassischen Stil den 47. Platz. Bei den Nordischen Junioren-Skiweltmeisterschaften 2016 in Rasnov gewann sie die Bronzemedaille über 10 km Freistil und die Silbermedaille mit der Staffel. Zudem errang sie Platz neun im Sprint und Platz fünf über 5 km klassisch. Bei den norwegischen Meisterschaften 2015 und 2016 wurde sie zusammen mit Lotta Udnes Weng jeweils Dritte im Teamsprint. Außerdem wurde sie im März 2016 norwegische Juniorenmeisterin über 5 km und über 15 km. Ihre ersten Weltcup-Punkte sammelte sie in der Saison 2016/17 beim Weltcup in Toblach. Beim Freistil-Sprint am 14. Januar 2017 belegte sie den 21. Platz. Einen Tag später errang sie gemeinsam mit Marthe Kristoffersen den sechsten Platz im Teamsprint im Freistil. Bei den U23-Weltmeisterschaften 2017 in Soldier Hollow gewann sie die Silbermedaille über 10 km Freistil. Zudem gelang ihr der neunte Platz im Sprint und der vierte Platz im Skiathlon. Bei den norwegischen Meisterschaften 2017 in Gålå wurde sie zusammen mit Lotta Udnes Weng Meisterin im Teamsprint und Dritte über 5 km Freistil. Im Scandinavian Cup kam sie sechsmal unter die ersten Zehn und erreichte den zweiten Platz in der Gesamtwertung. In der folgenden Saison errang sie den 33. Platz beim Ruka Triple und den 12. Platz beim Weltcupfinale in Falun. Bei den U23-Weltmeisterschaften 2018 in Goms gewann sie die Goldmedaille im Sprint. Zudem wurde sie dort Neunte im Skiathlon und Achte über 10 km klassisch. Im Scandinavian Cup holte sie drei Siege. Zudem lief sie in Trondheim auf den dritten Platz im Sprint und gewann damit die Gesamtwertung des Scandinavian Cups.
In der Saison 2018/19 belegte Weng den 19. Platz beim Lillehammer Triple und den 16. Rang bei der Tour de Ski 2018/19. Bei den U23-Weltmeisterschaften 2019 in Lahti holte sie die Bronzemedaille über 10 km Freistil und die Silbermedaille im Sprint. Im Februar 2019 erreichte sie in Lahti mit dem zweiten Platz zusammen mit Maiken Caspersen Falla im Teamsprint ihre erste Podestplatzierung im Weltcup und kam bei den Nordischen Skiweltmeisterschaften 2019 in Seefeld in Tirol auf den 15. Platz im Sprint. Beim Weltcupfinale in Québec lief sie auf den 18. Platz und erreichte abschließend jeweils den 18. Platz im Gesamtweltcup und Sprintweltcup. Nach Platz sieben beim Ruka Triple zu Beginn der Saison 2019/20, errang sie den zehnten Platz bei der Tour de Ski 2019/20 und den achten Platz bei der Skitour. Zum Saisonende holte sie in Lahti mit der Staffel ihren ersten Weltcupsieg und erreichte abschließend den 13. Platz im Gesamtweltcup und den 12. Rang im Sprintweltcup. In der Saison 2020/21 errang sie den 16. Platz beim Ruka Triple und erreichte mit vier Top-Zehn-Platzierungen den 24. Platz im Gesamtweltcup und den 20. Rang im Distanzweltcup. Zudem siegte sie in Lahti mit der Staffel. Beim Saisonhöhepunkt, den Nordischen Skiweltmeisterschaften 2021 in Oberstdorf, gewann sie die Goldmedaille mit der Staffel.
Nach dritten Plätzen im Sprint sowie mit der Staffel in Lillehammer zu Beginn der Saison 2021/22, wurde Weng Zehnte bei der Tour de Ski 2021/22. Ihre besten Platzierungen bei den Olympischen Winterspielen 2022 in Peking waren der neunte Platz im Sprint und der fünfte Rang mit der Staffel. Zum Saisonende lief sie in Falun im Mixed-Teamsprint auf den zweiten Platz und beendete die Saison auf dem 16. Platz im Gesamtweltcup.
Weng ist die Zwillingsschwester von Lotta Udnes Weng und die Cousine von Heidi Weng, die ebenfalls Skilangläuferinnen sind.

## Erfolge

### Etappensiege bei Weltcuprennen
| Nr. | Datum          | Ort         | Disziplin                    | Rennen              |
| --- | -------------- | ----------- | ---------------------------- | ------------------- |
| 1.  | 1. Januar 2023 | Val Müstair | 10 km klassisch Verfolgung 1 | Tour de Ski 2022/23 |

### Weltcupsiege im Team
| Nr. | Datum           | Ort   | Disziplin          |
| --- | --------------- | ----- | ------------------ |
| 1.  | 1. März 2020    | Lahti | 4 × 5 km Staffel 2 |
| 2.  | 24. Januar 2021 | Lahti | 4 × 5 km Staffel 3 |

### Siege bei Continental-Cup-Rennen
| Nr. | Datum             | Ort       | Disziplin                   | Serie            |
| --- | ----------------- | --------- | --------------------------- | ---------------- |
| 1.  | 5. März 2017      | Madona    | 10 km Verfolgung Freistil 1 | Scandinavian Cup |
| 2.  | 15. Dezember 2017 | Vuokatti  | 10 km Freistil              | Scandinavian Cup |
| 3.  | 16. Dezember 2017 | Vuokatti  | Sprint Freistil             | Scandinavian Cup |
| 4.  | 25. Februar 2018  | Trondheim | Gesamtwertung Minitour      | Scandinavian Cup |

### Medaillen bei nationalen Meisterschaften
- 2015: Bronze im Teamsprint
- 2016: Bronze im Teamsprint
- 2017: Gold im Teamsprint, Bronze über 5 km
- 2018: Gold im Teamsprint
- 2019: Silber mit der Staffel
- 2020: Gold mit der Staffel, Bronze über 10 km
- 2021: Bronze im Sprint
- 2023: Gold über 30 km, Bronze über 10 km

### Teilnahmen an Weltmeisterschaften und Olympischen Winterspielen

#### Olympische Winterspiele
| Jahr und Ort | Wettbewerb | Wettbewerb | Wettbewerb | Wettbewerb | Wettbewerb | Wettbewerb |
| Jahr und Ort | 10 km      | Skiathlon  | 30 km      | Sprint     | Staffel    | Teamsprint |
| ------------ | ---------- | ---------- | ---------- | ---------- | ---------- | ---------- |
| Peking 2022  | 21.        | –          | 14.        | 9.         | 5.         | 8.         |

#### Nordische Skiweltmeisterschaften
| Jahr und Ort    | Wettbewerb | Wettbewerb | Wettbewerb | Wettbewerb | Wettbewerb | Wettbewerb |
| Jahr und Ort    | 10 km      | Skiathlon  | 30 km      | Sprint     | Staffel    | Teamsprint |
| --------------- | ---------- | ---------- | ---------- | ---------- | ---------- | ---------- |
| Seefeld 2019    | –          | –          | –          | 15.        | –          | –          |
| Oberstdorf 2021 | 19.        | –          | 7.         | 6.         | 1.         | 6.         |
| Planica 2023    | 12,        | –          | 9.         | 6.         | 1.         | 2.         |

## Platzierungen im Weltcup

### Weltcup-Statistik
Die Tabelle zeigt die erreichten Platzierungen im Einzelnen.
- 1.–3. Platz: Anzahl der Podiumsplatzierungen
- Top 10: Anzahl der Platzierungen unter den ersten zehn
- Punkteränge: Anzahl der Platzierungen innerhalb der Punkteränge
- Starts: Anzahl gelaufener Rennen in der jeweiligen Disziplin
- Hinweis: Bei den Distanzrennen erfolgt die Einordnung gemäß FIS.

| Platzierung               | Distanzrennen a | Distanzrennen a | Distanzrennen a | Distanzrennen a | Distanzrennen a | Skiathlon Verfolgung | Sprint | Etappen- rennen b | Gesamt | Team   | Team    |
| Platzierung               | ≤ 5 km          | ≤ 10 km         | ≤ 15 km         | ≤ 30 km         | > 30 km         | Skiathlon Verfolgung | Sprint | Etappen- rennen b | Gesamt | Sprint | Staffel |
| ------------------------- | --------------- | --------------- | --------------- | --------------- | --------------- | -------------------- | ------ | ----------------- | ------ | ------ | ------- |
| 1. Platz                  |                 |                 |                 |                 |                 | 1                    |        |                   | 1      |        | 2       |
| 2. Platz                  |                 |                 |                 | 1               |                 |                      | 1      |                   | 2      | 2      |         |
| 3. Platz                  |                 |                 |                 |                 |                 | 2                    | 5      | 1                 | 8      |        | 2       |
| Top 10                    |                 | 12              | 1               | 2               | 2               | 5                    | 19     | 5                 | 46     | 4      | 7       |
| Punkteränge               |                 | 37              | 2               | 7               | 2               | 15                   | 51     | 10                | 124    | 5      | 7       |
| Starts                    |                 | 39              | 2               | 9               | 2               | 19                   | 59     | 11                | 141    | 5      | 7       |
| Stand: Saisonende 2024/25 |                 |                 |                 |                 |                 |                      |        |                   |        |        |         |

### Weltcup-Gesamtplatzierungen
| Saison  | Gesamt | Gesamt | Distanz | Distanz | Sprint | Sprint |
| Saison  | Punkte | Platz  | Punkte  | Platz   | Punkte | Platz  |
| ------- | ------ | ------ | ------- | ------- | ------ | ------ |
| 2016/17 | 10     | 100.   | –       | –       | 10     | 66.    |
| 2017/18 | 199    | 33.    | 62      | 42.     | 93     | 24.    |
| 2018/19 | 406    | 18.    | 125     | 28.     | 171    | 18.    |
| 2019/20 | 755    | 13.    | 286     | 17.     | 197    | 12.    |
| 2020/21 | 252    | 24.    | 170     | 20.     | 54     | 31.    |
| 2021/22 | 441    | 16.    | 148     | 16.     | 189    | 11.    |
| 2022/23 | 2029   | 1.     | 946     | 3.      | 813    | 3.     |
| 2023/24 | 552    | 40.    | 235     | 35.     | 317    | 24.    |
| 2024/25 | 74     | 104.   | 16      | 110.    | 58     | 69.    |